# Conjectura da soma de potências de Euler
A conjectura de Euler dizia que uma equação do tipo {\displaystyle a_{1}^{k}+a_{2}^{k}+a_{3}^{k}+\cdots +a_{n}^{k}=b^{k}} só teria solução de inteiros positivos se a quantidade n de parcelas fosse, no mínimo, igual ao expoente (inteiro) k.
Esta conjectura foi proposta por Leonhard Euler em 1769. Tratava-se de uma tentativa de generalização do Último Teorema de Fermat (1637). 
No entanto, esta conjectura foi provada falsa por L. J. Lander e T. R. Parkin em 1966 , ao exibirem um contra-exemplo de uma potência de 5 obtida pela soma de apenas 4 potências de 5:
{\displaystyle 27^{5}+84^{5}+110^{5}+133^{5}=144^{5}}.
Em 1986, Noam Elkies, da Universidade de Harvard, encontrou um método para construir contra-exemplos para o caso de k = 4 ({\displaystyle x^{4}+y^{4}+z^{4}=w^{4}}). Seu contra-exemplo foi:
{\displaystyle 2.682.440^{4}+15.365.639^{4}+18.796.760^{4}=20.615.673^{4}}.
Em 1988, Roger Frye encontrou o menor contra-exemplo possível para k = 4 usando técnicas computacionais sugeridas por Noam Elkies: 
{\displaystyle 95.800^{4}+217.519^{4}+414.560^{4}=422.481^{4}}
Vale notar que a determinação de 1 contra-exemplo gera uma família de infinitos contra-exemplos.
Para isso, basta notar que: se  {\displaystyle a_{1}^{k}+a_{2}^{k}+a_{3}^{k}+\cdots +a_{n}^{k}=b^{k}} , basta multiplicarmos a sentença por {\displaystyle c^{k}}.
O que nos fornece: {\displaystyle (c.a_{1})^{k}+(c.a_{2})^{k}+(c.a_{3})^{k}+\cdots +(c.a_{n})^{k}=(c.b)^{k}}